# Princeton, Minnesota
Princeton là một thành phố thuộc quận Mille Lacs, tiểu bang Minnesota, Hoa Kỳ. Năm 2010, dân số của thành phố này là 4698 người.

## Dân số
- Dân số năm 2000: 3933 người.
- Dân số năm 2010: 4698 người.